# Sandi Simcha DuBowski
Sandi Simcha DuBowski est un réalisateur et producteur américain né le 16 septembre 1970 à Brooklyn. Il est surtout connu pour les documentaires Trembling Before G-d, réalisé en 2001, et A Jihad for Love (en), produit en 2007.